# Microweisea suturalis
Microweisea suturalis – gatunek chrząszcza z rodziny biedronkowatych i podrodziny Microweiseinae.
Gatunek ten opisany został po raz pierwszy w 1904 roku przez Eugene’a Amandusa Schwarza na łamach „Proceedings of the Entomological Society of Washington” pod nazwą Pseudoweisea suturalis. Jako miejsce typowe wskazano Long Beach w stanie Kalifornia. W 1920 roku Charles William Leng przeniósł go do rodzaju Microweisea.
Chrząszcze o podługowato-owalnym, wyraźnie wysklepionym ciele długości od 1 do 1,1 mm i szerokości od 0,9 do 0,95 mm. Wierzch ciała jest nagi. Ubarwienie głowy i przedplecza jest smoliste, pokryw żółtawobrązowe z wąsko osmolonym szwem, a spodu ciała brązowe. Głowa jest przed nasadami czułków lekko wydłużona. Powierzchnia przedplecza jest silnie zmatowiała.
Owad nearktyczny, endemiczny dla Kalifornii w zachodnich Stanach Zjednoczonych, znany wyłącznie z hrabstwa Los Angeles.